# ルピー記号
ルピー記号（るぴーきごう）は、通貨ルピーで使用される通貨記号である。「₨」の「Rs」で示す記号を用いることが多い。
地域や言語によって異なる記号が用いられる。
インド・ルピーの記号についても、2010年7月15日に新たな記号「₹」が定められた。これは、デーヴァナーガリーの「र」 (ra)と、ラテン文字の「R」を基にして作られた。

## 符号位置
Unicodeの U+20A8 ₨ に収録されている「ルピー記号 (rupee sign)」は、レガシー標準との互換性のためだけに収録された互換文字であり、それ以外の用途での使用は好ましくない。その代わりに、正規化文字の「Rs」（ふつうの「R」と「s」）を使う。
| 記号 | Unicode       | JIS X 0213 | 文字参照                      | 名称                       |
| ---- | ------------- | ---------- | ----------------------------- | -------------------------- |
| ₨    | U+20A8        | ‐          | &#x20A8; &#8360;              | ルピー記号                 |
| ৲    | U+09F2        | ‐          | &#x9F2; &#2546;               | ベンガル文字ルピーマーク   |
| ৳    | U+09F3        | ‐          | &#x9F3; &#2547;               | ベンガル文字ルピー記号     |
| ૱    | U+0AF1        | ‐          | &#xAF1; &#2801;               | グジャラート文字ルピー記号 |
| ௹    | U+0BF9        | ‐          | &#xBF9; &#3065;               | タミル文字ルピー記号       |
| ꠸    | U+A838        | ‐          | &#xA838; &#43064;             | 北インド文字ルピーマーク   |
| ₹    | U+20B9        | ‐          | &#x20B9; &#8377;              | インド・ルピー記号         |
| රු    | U+0DBB U+0DD4 | ‐          | &#xDBB;&#xDD4; &#3515;&#3540; | スリランカ・ルピー記号     |
| ரூ    | U+0BB0 U+0BC2 | ‐          | &#xBB0;&#xBC2; &#2992;&#3010; | スリランカ・ルピー記号     |